# Literarische Gesellschaft Thüringen
Die Literarische Gesellschaft Thüringen e.V. (LGT) ist ein Literaturverein mit Sitz in Weimar.
Die LGT wurde im Januar 1991 in Weimar gegründet. Sie umfasst heute 120 natürliche Mitglieder sowie 8 Institutionen. Es ist ein Zusammenschluss von schreibenden und nichtschreibenden Literaturbegeisterten, der sich vor allem um die Gegenwartsliteratur und den literarischen Nachwuchs in Thüringen kümmert. Die Gesellschaft organisiert literarische Einzelveranstaltungen und Veranstaltungsreihen. Der Verein ist Mitglied in der Arbeitsgemeinschaft Literarischer Gesellschaften und Gedenkstätten e.V., im Netzwerk Lyrik e.V., Friedrich-Bödecker-Kreis für Thüringen e.V. sowie im Thüringer Literaturrat e.V. Seit 1993 gibt der Verein die Jahresgabe der Literarischen Gesellschaft heraus. Kai Agthe gibt seit 2002 als Nachfolger von Wulf Kirsten die Buchreihe Edition Muschelkalk heraus. Die Literarische  Gesellschaft Thüringen  e.V. ist zugleich auch ein Buchverlag.
Im Jahre 2005 wurde von der Literarischen Gesellschaft Thüringens der Thüringer Literaturpreis ins Leben gerufen.